# Тернопільський технічний ліцей
Тернопільський технічний ліцей — середній загальноосвітній навчальний заклад Тернопільської міської ради Тернопільської області.

## Історія
29 квітня 1991 р. Рішенням Тернопільської обласної Ради та її виконавчого комітету за № 121 на базі середньої школи № 6 м. Тернополя при Тернопільському приладобудівному інституті та об'єднанні «Ватра» відкрито Технічний ліцей з метою забезпечення високого рівня фундаментальної допрофесійної підготовки здібної молоді, яка має нахил до технічної творчості, дизайну, точних наук: фізики, математики, креслення, інформатики (директор Д. С. Левенець).
Ініціаторами створення закладу виступили Приладобудівний інститут, науково-виробниче об'єднання «Ватра», міське та обласне управління освіти. Діяльність Технічного ліцею виправдана вимогами сьогодення, адже народження сучасної інтелігенції гармонійно поєднується з формуванням особистості кожного ліцеїста. За 19 років заклад закінчило 637 учнів, а 68 з них — із золотою та срібною медалями. 595 випускників поступили у вищі навчальні заклади на державну форму навчання.
1994 — 1996 роки — навчально-науково- виробничий комплекс «Світло» (на базі  середньої школи № 6) (директор Олександр Остапчук).
1996—2008 роки — реорганізація технічного ліцею шляхом відокремлення від середньої школи № 6 (директор С. Г. Чаплюк)
З 2019 року — директор ліцею Марусина Ю.В.
Рішенням Тернопільської міської ради від 27 листопада 2009 року в ліцеї запроваджено такі профілі навчання: фізико-математичний, інформаційно-технологічний, біолого-фізичний
10 лютого 2012 року в приміщенні Технічного ліцею відкрито кімнату пам'яті воїнів-афганців.
з 2023 року не є самостійною установою і належить гімназії №1 